# Rönnäng
Rönnäng – miejscowość (tätort) w Szwecji, w regionie administracyjnym (län) Västra Götaland, w gminie Tjörn.
Według danych Szwedzkiego Urzędu Statystycznego liczba ludności wyniosła: 1551 (31 grudnia 2015), 1542 (31 grudnia 2018) i 1609 (31 grudnia 2019).